# Margriet (geslacht)
Margriet (Leucanthemum) is een geslacht uit de composietenfamilie (Asteraceae).
De botanische naam Leucanthemum is afgeleid van de Oudgriekse woorden λευκός, leukos = "wit" en ἄνθεμον, anthemon = "bloem".
De vertegenwoordigers van dit geslacht komen voor in Europa, Noord-Afrika en de gematigde zones van Azië. Ook in Australië en in Nieuw-Zeeland kan men ze aantreffen. In België en Nederland komt in het wild alleen de gewone margriet (Leucanthemum vulgare) voor.
Het geslacht bevat overblijvende, soms eenjarige planten die in hoogte variëren van 5 tot 100 cm.
Het geslacht werd afgesplitst van het geslacht Chrysanthemum, omdat de bloemen niet aromatisch zijn en op de bladeren de grijs-witte haren ontbreken.
De kruidachtige, snel groeiende stengel is meestal onvertakt en ontspringt uit een kruipende wortelstok.
De bladeren zijn afwisselend geplaatst. De bladranden zijn enkel of dubbel getand.
Sommige soorten zijn decoratief en hebben aanleiding gegeven tot vele cultivars voor snijbloemen als ‘Aglaia’, ‘Esther Read’, ‘Wirral Pride’, ‘Wirral Supreme’, ‘Tinkerbell’ en ‘Snow Lady’.

## Soorten
Ruim veertig soorten vallen onder dit geslacht. Dit zijn:
- Leucanthemum adustum (W.D.J.Koch) Gremli
- Leucanthemum aligulatum Vogt
- Leucanthemum × aramisii Flor.Wagner, Vogt & Oberpr.
- Leucanthemum × athosii Flor.Wagner, Vogt & Oberpr.
- Leucanthemum atratum (Jacq.) DC.
- Leucanthemum burnatii Briq. & Cavill.
- Leucanthemum cacuminis Vogt, Konowalik & Oberpr.
- Leucanthemum catalaunicum Vogt
- Leucanthemum chloroticum Kern. & Murb.
- Leucanthemum coronopifolium Vill.
- Leucanthemum corsicum (Sieber ex Less.) DC.
- Leucanthemum × corunnense Lago
- Leucanthemum cuneifolium Legrand ex H.J.Coste
- Leucanthemum delarbrei Timb.-Lagr.
- Leucanthemum eliasii (Sennen & Pau) Vogt, Konowalik & Oberpr.
- Leucanthemum esterellense (Briq. & Cavill.) Vogt, Konowalik & Oberpr.
- Leucanthemum favargeri Vogt
- Leucanthemum gallaecicum Rodr.Oubiña & S.Ortiz
- Leucanthemum gaudinii Dalla Torre
- Leucanthemum glaucophyllum (Briq. & Cavill.) Jahand.
- Leucanthemum gracilicaule (Dufour) Pau
- Leucanthemum graminifolium (L.) Lam.
- Leucanthemum halleri (Suter) Polatschek
- Leucanthemum heterophyllum (Willd.) DC.
- Leucanthemum illyricum (Horvatić) Vogt & Greuter
- Leucanthemum ircutianum DC.
- Leucanthemum laciniatum Huter, Porta & Rigo
- Leucanthemum lacustre (Brot.) Samp.
- Leucanthemum legraeanum (Rouy) B.Bock & J.-M.Tison
- Leucanthemum ligusticum Marchetti, R.Bernardello, Melai & Peruzzi
- Leucanthemum lithopolitanicum (E.Mayer) Polatschek
- Leucanthemum maestracense Vogt & F.H.Hellw.
- Leucanthemum × marchii Konowalik, Vogt & Oberpr.
- Leucanthemum maximum (Ramond) DC.
- Leucanthemum meridionale Legrand
- Leucanthemum monspeliense (L.) H.J.Coste
- Leucanthemum montserratianum Vogt
- Leucanthemum pachyphyllum Marchi & Illum.
- Leucanthemum pallens (J.Gay ex Perreym.) DC.
- Leucanthemum × pawlowskii Piękoś
- Leucanthemum platylepis Borbás
- Leucanthemum pluriflorum Pau
- Leucanthemum × porthosii Flor.Wagner, Vogt & Oberpr.
- Leucanthemum pseudosylvaticum (Vogt) Vogt & Oberpr.
- Leucanthemum pyrenaicum Vogt, Konowalik & Oberpr.
- Leucanthemum rohlenae (Horvatić) Vogt & Greuter
- Leucanthemum rotundifolium (Waldst. & Kit.) DC.
- Leucanthemum subglaucum De Laramb.
- Leucanthemum sylvaticum (Brot.) Nyman
- Leucanthemum tridactylites (A.Kern. & Huter) Bazzich.
- Leucanthemum valentinum Pau
- Leucanthemum virgatum (Desr.) Clos
- Leucanthemum visianii (Gjurašin) Vogt & Greuter
- Leucanthemum vulgare Lam.

## Hybride
- Leucanthemum ×superbum ( = Leucanthemum lacustre × Leucanthemum maximum): Shasta madeliefje

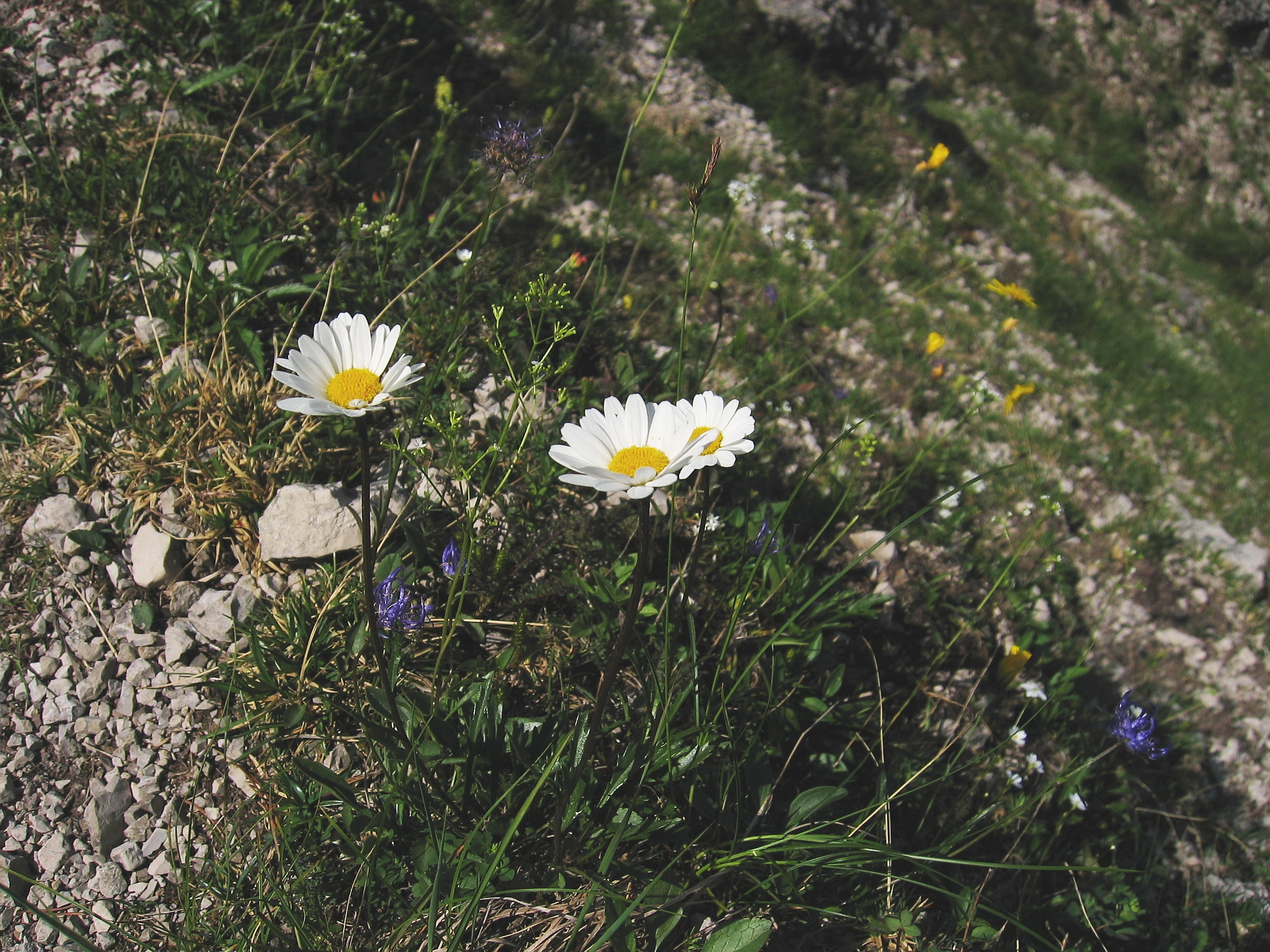
Leucanthemum atratum
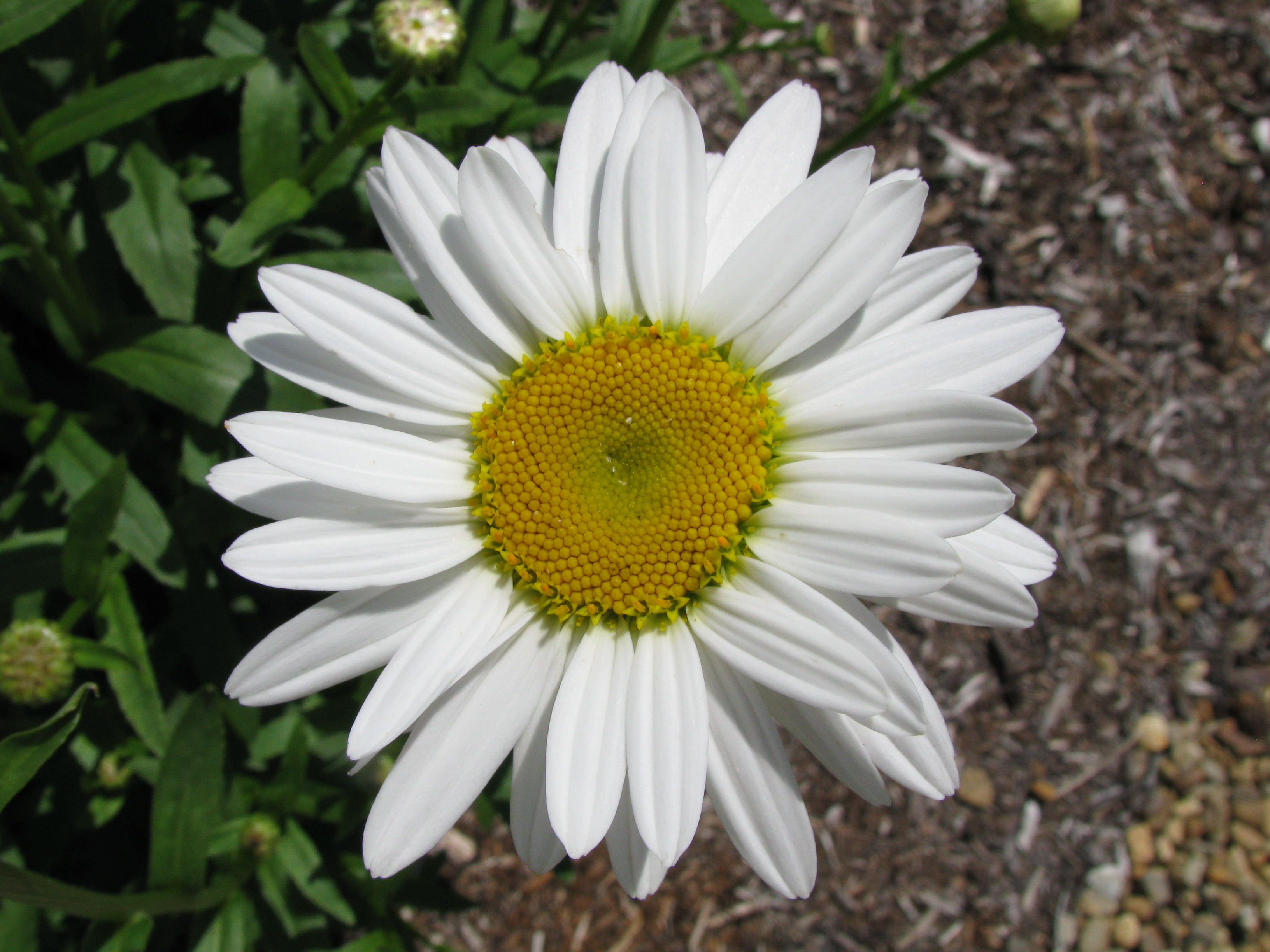
Leucanthemum ×superbum 'Becky'
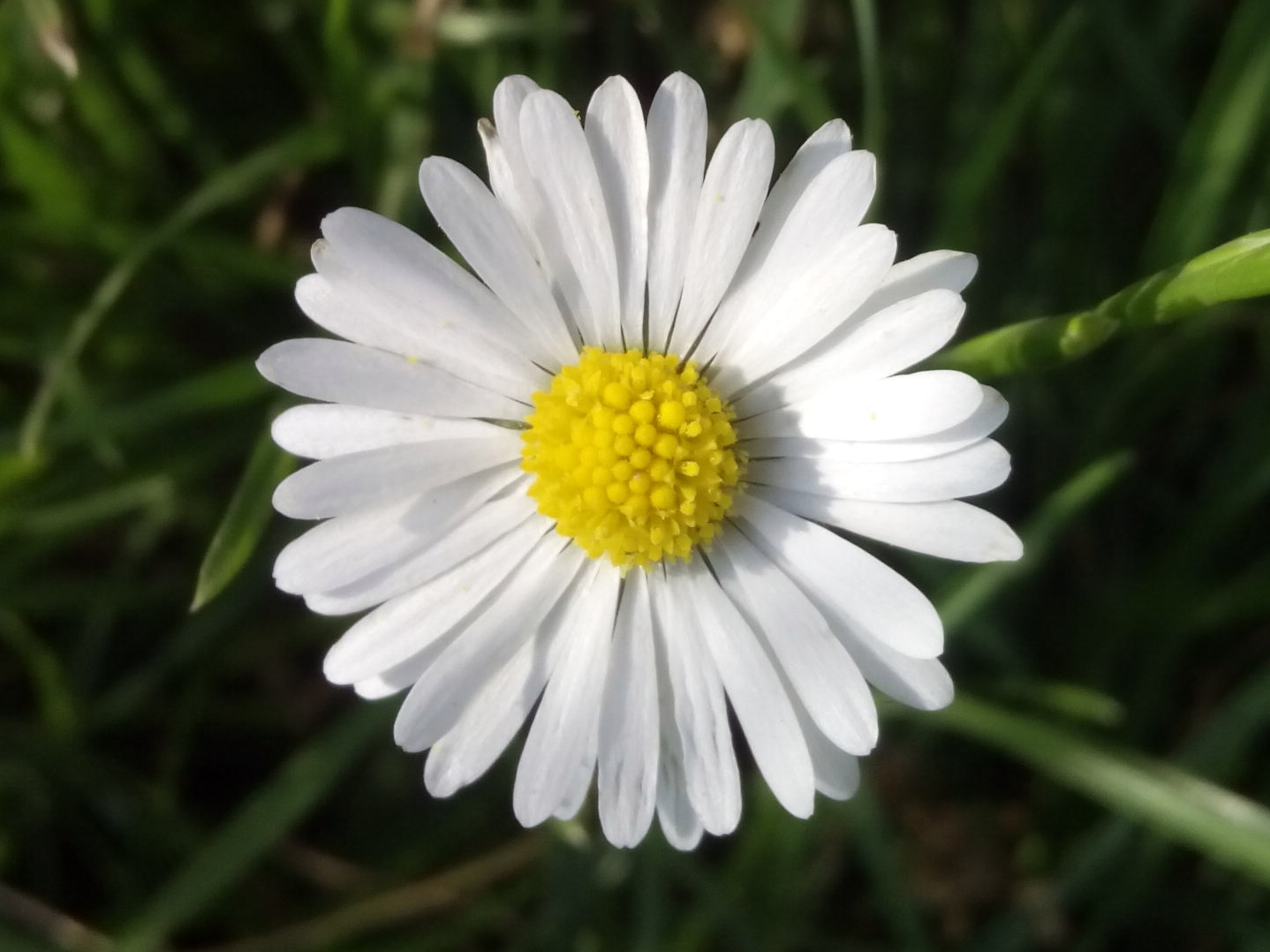